# Decimo (nome)
Decimo  è un nome proprio di persona italiano maschile.

## Varianti
- Femminili: Decima[2][3]

### Varianti in altre lingue
- Bulgaro: Децим (Decim)
- Catalano: Dècim
- Galiziano: Décimo
- Greco moderno: Δέκιμος (Dekimos)
- Latino: Decimus[1][2][4]
  - Femminili: Decima[4]
- Lituano: Decimas
- Portoghese: Décimo
- Russo: Децим (Decim)
- Spagnolo: Décimo
- Ucraino: Децим (Decym)

## Origine e diffusione
Riprende il praenomen romano Decimus, che vuol dire letteralmente "decimo"; tradizionalmente veniva attribuito al decimo figlio, analogamente a quanto avveniva con i nomi Primo, Secondo, Terzo, Quarto, Quinto, Sesto, Settimo, Ottavio e Nono. Alla stessa etimologia risale anche il nome Decio.
Era particolarmente diffuso durante il Medioevo, ed è accentrato in Toscana e in Emilia-Romagna.

## Onomastico
Nessun santo ha mai portato questo nome, che quindi è adespota; l'onomastico ricorre quindi il 1º novembre, festa di Ognissanti.

## Persone

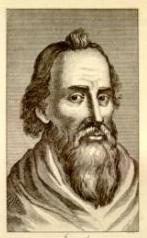
Decimo Giunio Giovenale

- Decimo Celio Calvino Balbino, imperatore romano
- Decimo Giunio Bruto, politico romano
- Decimo Giunio Bruto Albino, politico e militare romano
- Decimo Giunio Bruto Callaico, politico e militare romano
- Decimo Giunio Bruto Sceva, politico e generale romano
- Decimo Giunio Giovenale, poeta e retore romano
- Decimo Giunio Pera, politico e generale romano
- Decimo Giunio Silano, politico romano
- Decimo Laberio, scrittore e drammaturgo romano
- Decimo Magno Ausonio, poeta romano
- Decimo Terenzio Scauriano, politico e militare romano
- Decimo Valerio Asiatico, politico e militare romano

## Il nome nei film
- Massimo Decimo Meridio, protagonista del film Il gladiatore, interpretato da Russell Crowe